# Sonnenbühl
Sonnenbühl település Németországban, azon belül Baden-Württembergben. Lakosainak száma 7094 fő (2023. december 31.).

## Népesség
A település népessége az elmúlt években az alábbi módon változott:
| Lakosok száma | 4120 | 4611 | 5304 | 5674 | 5931 | 6618 | 6958 | 7037 | 6978 | 7094 |
|               | 1961 | 1967 | 1974 | 1980 | 1987 | 1993 | 2000 | 2006 | 2013 | 2023 |